# Thiseltonia
Thiseltonia là một chi thực vật có hoa trong họ Cúc (Asteraceae).

## Loài
Chi Thiseltonia gồm các loài: